# Lijst van voetbalinterlands Laos - Turkmenistan
Deze lijst van voetbalinterlands is een overzicht van alle officiële voetbalwedstrijden tussen de nationale teams van Laos en Turkmenistan. De landen speelden tot op heden twee keer tegen elkaar. De eerste ontmoeting was op 2 oktober 2012 tijdens een vriendschappelijk toernooi in Ho Chi Minhstad (Vietnam). Het laatste duel, een groepswedstrijd tijdens de AFC Challenge Cup 2014, werd gespeeld in Hithadhoo (Maldiven) op 20 mei 2014.

## Wedstrijden
| № | Plaats          | Datum           | Competitie             | Wedstrijd           | Uitslag |
| - | --------------- | --------------- | ---------------------- | ------------------- | ------- |
| 1 | Ho Chi Minhstad | 28 oktober 2012 | Vriendschappelijk      | Turkmenistan − Laos | 4 − 2   |
| 2 | Hithadhoo       | 20 mei 2014     | AFC Challenge Cup 2014 | Turkmenistan − Laos | 5 − 1   |

## Samenvatting
| Competitie        | Totaal gespeeld | Winst Laos | Gelijk | Winst Turkmenistan | Doelsaldo Laos – Turkmenistan |
| ----------------- | --------------- | ---------- | ------ | ------------------ | ----------------------------- |
| AFC Challenge Cup | 1               | 0          | 0      | 1                  | 1 − 5                         |
| Vriendschappelijk | 1               | 0          | 0      | 1                  | 2 − 4                         |
| Totaal            | 2               | 0          | 0      | 2                  | 3 − 9                         |

LFF · 
A-internationals · 
Laotiaans vrouwenelftal
1960 – 1969 · 
1970 – 1979 · 
1980 – 1989 · 
1990 – 1999 · 
2000 – 2009 · 
2010 – 2019 ·
2020 − 2029
Afghanistan ·
Bangladesh ·
Bhutan ·
Brunei ·
Cambodja ·
China ·
Filipijnen ·
Guam ·
Hongkong ·
India ·
Indonesië ·
Iran ·
Jordanië ·
Kazachstan ·
Koeweit ·
Lesotho ·
Libanon ·
Macau ·
Malediven ·
Maleisië ·
Mongolië ·
Myanmar ·
Nepal ·
Oman ·
Oost-Timor ·
Qatar ·
Saoedi-Arabië ·
Singapore ·
Sri Lanka ·
Syrië ·
Taiwan ·
Thailand ·
Turkmenistan ·
Verenigde Arabische Emiraten ·
Vietnam ·
Zuid-Korea ·
Zuid-Vietnam
AFFA · A-internationals · Bondscoaches · Statistieken · Turkmeens vrouwenelftal · Turkmenistan U21 · Turkmenistan U20 · Turkmenistan U19 · Turkmenistan U17
1992 – 1999 ·
2000 – 2009 ·
2010 – 2019 ·
2020 − 2029
1992 ·
1993 ·
1994 ·
1995 ·
1996 ·
1997 ·
1998 ·
1999 ·
2000 ·
2001 ·
2002 ·
2003 ·
2004 ·
2005 ·
2006 ·
2007 ·
2008 ·
2009 ·
2010 ·
2011 ·
2012 ·
2013 ·
2014 ·
2015 ·
2016 ·
2017 ·
2018 ·
2019 ·
2020 ·
2021 ·
2022
Afghanistan ·
Armenië ·
Azerbeidzjan ·
Bahrein ·
Bangladesh ·
Bhutan ·
Cambodja ·
China ·
Estland ·
Filipijnen ·
Guam ·
Hongkong ·
India ·
Indonesië ·
Irak ·
Iran ·
Japan ·
Jemen ·
Jordanië ·
Kazachstan ·
Kirgizië ·
Koeweit ·
Laos ·
Libanon ·
Litouwen ·
Malediven ·
Maleisië ·
Myanmar ·
Nepal ·
Noord-Korea ·
Oeganda ·
Oezbekistan ·
Oman ·
Pakistan ·
Palestina ·
Qatar ·
Roemenië ·
Saoedi-Arabië ·
Singapore ·
Sri Lanka ·
Syrië ·
Tadzjikistan ·
Taiwan ·
Thailand ·
Verenigde Arabische Emiraten ·
Vietnam ·
Zuid-Korea